# 勇さんのGO!GO!ユーストン
勇さんのGo!Go!ユーストン（ゆうさんのゴーゴーユーストン）は、毎週日曜20時から20時50分まで放送しているKBS京都ラジオの番組。
2006年3月末までは毎週日曜19時から20時50分まで放送。2007年10月からは毎週日曜20時から20時20分（パート1）と25時20分から25時30分の（パート2）の2部構成となったが、2008年4月からは毎週日曜19時30分からの1時間番組に戻る。

## 概要
この番組は、新鮮かつ生きた情報の集まる滋賀県大津市石山。ライブハウス「ユーストン」をキーステーションとし、音楽を中心とした滋賀・京都の「今」、そして「人」を発信している。メインパーソナリティーは、ユーストンの代表でもあり、ミュージシャン・メディアプロデューサーの「滋賀人」川本勇（勇さん）。
また、勇さんが長年活動してきた「We Love びわ湖」と、KBS京都の命の水キャンペーン「Water Forest21」の精神で、「びわ湖・水・環境」を考えていく。合言葉は「滋賀･京都から関西、そして世界へ!Go!Go!」。